# Антоан Гечев
Антоан Любомиров Гечев е български полковник, председател на Държавната агенция „Разузнаване“ (ДАР).

## Биография
Роден е на 13 септември 1969 г. в град Ямбол. Баща му Любомир Гечев е разузнавач, генерал-майор. През 1993 г. завършва Висшето военно общовойсково училище във Велико Търново със специалност „Войсково разузнаване“ и гражданска специалност „Инженер по ДВГ“. От 1993 до 1994 г. е командир на разузнавателен взвод в девета танкова бригада. Между 1994 и 1996 г. е помощник-командир в командния пункт на 81-а отделна бригада за ЕРБ в Банкя. От 1996 до 1998 г. учи във Военната академия „Г. С Раковски“ в София. След това е назначен за експерт (оперативен работник) в Служба „Военна информация“ до 2001 г. Между 2001 и 2003 г. е секретар на аташето по отбрана в Атина, Гърция. В периода 2003 – 2006 г. е старши експерт по сътрудничество и съвместни операции с партньорски служби в Служба „Военна информация“. От 2006 до 2009 г. е помощник-военен аташе в Лондон. Между 2009 и 2011 г. е главен експерт по сътрудничество и съвместни операции с партньорски служби в Служба „Военна информация“. От 2011 до 2014 г. е началник на сектор в отдел „НАТО, ЕС и партньорски служби“ в същата служба. В периода 2014 – 2017 г. е военен, военновъздушен и военноморски аташе в Германия. От 2017 до 2018 г. е началник на самостоятелен отдел „Човешки ресурси“ в Служба „Военна информация“. От 15 октомври 2018 до 2020 г. е заместник-директор на Служба „Военна информация“. След това до 2021 г. е военен, военноморски и военновъздушен аташе на България в Италия. На 18 юни 2021 г. с указ № 158 на президента на Република България е назначен за председател на Държавна агенция „Разузнаване“.

## Образование
- Висше военно общовойсково училище „Васил Левски“, Велико Търново – до 1993
- Военна академия „Г.С.Раковски“ – (1996 – 1998)